# Нісі-Кацура

35°31′27″ пн. ш. 138°50′49″ сх. д. / 35.52417° пн. ш. 138.84694° сх. д.
Ні́сі-Ка́цура (яп. 西桂町, にしかつらちょう, МФА: [ɲiɕi kat͡suɾa ɕi̥]) — містечко в Японії, в повіті Мінамі-Цуру префектури Яманасі. Станом на 1 квітня 2009 площа містечка становила 15,18 км². Станом на 1 липня 2011 населення містечка становило 4510 осіб.